# Mainz ostroma (1793)
Mainz ostroma 1793. április 14. – július 23. között zajlott le, Poroszország, Ausztria és más német államok serege fogta ostrom alá és ejtette fogságba Mainznál a francia forradalmi erőket. A szövetségesek, különösen a poroszok, először megpróbálkoztak a tárgyalásokkal, de ez nem vezetett eredményre, így a város ágyúzása június 17-én éjszaka elkezdődött.
A város ostroma sokkolta a polgárokat. A települést a francia háborús tanács irányította április 2. óta. A városi közigazgatást kitelepítették július 13-án, ez növelte a makacsságot a megmaradt lakosságban. Mivel felmentő sereg nem érkezett, a háborús tanács kénytelen volt megkezdeni a tárgyalásokat a szövetséges erőkkel július 17-én, a többi katona július 23-án kapitulált.
Csaknem 19 000 fős francia sereg adta meg magát az ostrom végén, de engedélyt kaptak, hogy visszatérjenek Franciaországba, ha megígérték, hogy a szövetségesek elleni küzdelemben nem vesznek részt egy évig. Következésképpen őket használták a francia royalisták ellen a vendée-i háborúban, Franciaországban. A várost elhagyva a „La Marseillaise”-t énekelték, „Chant de guerre de l’Armée du Rhin”-t.
A Mainzi Köztársaság az első demokratikus állam volt (amit utóbb meg is szüntettek) német földön.  Mainz porosz parancsnokot kapott a város irányítására. A ágyúzások pusztító nyomokat hagytak a városképben: számos polgári épületet és főúri palotát ért kár: a Favorite palotát, a katedrális prépostjának házát, a Liebfrauen- és a Jézus Társasága templom megsemmisült, valamint a Szent Kereszt, a Szent Jakab bencés apátság, a Citadella. A székesegyház is erősen megsérült.

## Az ostrommal kapcsolatos személyek
- Friedrich Wilhelm von Bülow
- Lajos Ferdinánd, porosz herceg
- I. Lajos hesseni nagyherceg
- Ernst von Rüchel
- Carl von Clausewitz
- Ludwig Moritz von Lucadou
- Heinrich von Kleist
- Heinrich Wilhelm von Zeschau
- Heinrich Menu von Minutoli
- Andreas Joseph Hofmann
- François Etienne Damas
- Merlin de Thionville
- Jean-Baptiste Kléber
- François Christophe Kellermann
- Louis Baraguey d’Hilliers
- Jean-Baptiste Annibal Aubert du Bayet
- Jean-Baptiste Meusnier de la Place
- Simon François Gay de Vernon,
- François Ignace Ervoil d’Oyré,
- Armand Samuel de Montescot
- Augustin Gabriel
- Jean-Jacques Ambert
- Jean Ernest de Beurmann
- Roch Godart
- François de Chasseloup-Laubat
- Charles Matthieu Isidore Decaen
- Jean-François Moulin
- Jean Antoine Rossignol
- Alexandre de Beauharnais

## Fordítás
- Ez a szócikk részben vagy egészben  a   Siege of Mainz (1793) című angol Wikipédia-szócikk fordításán alapul.  Az eredeti cikk szerkesztőit annak laptörténete sorolja fel. Ez a jelzés csupán a megfogalmazás eredetét és a szerzői jogokat jelzi, nem szolgál a cikkben szereplő információk forrásmegjelöléseként.